# Michail Grabovskij
Michail Jurjevitj Grabovskij, (vitryska: Міхаіл Юр'евiч Грабоўскі, ryska: Михаил Юрьевич Грабовский), född 31 januari 1984 i Potsdam, Östtyskland, är en vitrysk före detta professionell ishockeyspelare som sist spelade för Vegas Golden Knights i National Hockey League (NHL). Han har även spelat för New York Islanders, Montreal Canadiens, Toronto Maple Leafs och Washington Capitals.

## Spelarkarriär
Grabovskij anses av många vara en av Vitrysslands mest bästa ishockeyspelare genom tiderna.
Säsongen 2006–07 debuterade Grabovskij i NHL för Montreal Canadiens.
Grabovskij blev utsedd till den bäste vitryske spelare i VM 2009. Grabovskij gjorde 9 poäng på 7 matcher.
Inför säsongen 2008–09 skrev Grabovskij kontrakt med Toronto Maple Leafs. Under sin debutsäsong i Toronto gjorde Grabovskij 48 poäng på 78 matcher. Grabovskij är en av Torontos viktigaste spelare.
Hans poängbästa säsong kom 2010-11 då Grabovskij gjorde 29 mål och 58 poäng på 81 matcher för Leafs.
Den 4 juli 2013 valde Maple Leafs att köpa ut Grabovskij från sitt kontrakt till en kostnad av $14,333,333, som kommer betalas ut över de kommande åtta åren.
Den 23 augusti 2013 skrev Grabovskij på ett ettårskontrakt med Washington Capitals.
21 juni 2017 byttes Grabovskij av New York Islanders till Vegas Golden Knights i förbindelse med expansionsdraften.

## Statistik

### Klubbkarriär
| 2003–04    | Neftekhimik          | RSL        | 45  | 6   | 11  | 17  | 26  | 5  | 0 | 0 | 0  | 4  |
| 2004–05    | Neftekhimik          | RSL        | 60  | 16  | 20  | 36  | 32  | 3  | 2 | 0 | 2  | 2  |
| 2005–06    | Dynamo Moscow        | RSL        | 48  | 10  | 18  | 28  | 28  | 4  | 0 | 0 | 0  | 4  |
| 2006–07    | Hamilton Bulldogs    | AHL        | 66  | 17  | 37  | 54  | 34  | 20 | 4 | 7 | 11 | 21 |
| 2006–07    | Montreal Canadiens   | NHL        | 3   | 0   | 0   | 0   | 0   | —  | — | — | —  | —  |
| 2007–08    | Hamilton Bulldogs    | AHL        | 12  | 8   | 12  | 20  | 6   | —  | — | — | —  | —  |
| 2007–08    | Montreal Canadiens   | NHL        | 24  | 3   | 6   | 9   | 8   | —  | — | — | —  | —  |
| 2008–09    | Toronto Maple Leafs  | NHL        | 78  | 20  | 28  | 48  | 92  | —  | — | — | —  | —  |
| 2009–10    | Toronto Maple Leafs  | NHL        | 59  | 10  | 25  | 35  | 10  | —  | — | — | —  | —  |
| 2010–11    | Toronto Maple Leafs  | NHL        | 81  | 29  | 29  | 58  | 60  | —  | — | — | —  | —  |
| 2011–12    | Toronto Maple Leafs  | NHL        | 74  | 23  | 28  | 51  | 51  | —  | — | — | —  | —  |
| 2012–13    | CSKA Moskva          | KHL        | 29  | 12  | 12  | 24  | 10  | —  | — | — | —  | —  |
| 2012–13    | Toronto Maple Leafs  | NHL        | 48  | 9   | 7   | 16  | 24  | 7  | 0 | 2 | 2  | 2  |
| 2013–14    | Washington Capitals  | NHL        | 58  | 13  | 22  | 35  | 26  | —  | — | — | —  | —  |
| 2014–15    | New York Islanders   | NHL        | 51  | 9   | 10  | 19  | 8   | 3  | 0 | 0 | 0  | 0  |
| 2015–16    | New York Islanders   | NHL        | 58  | 9   | 16  | 25  | 33  | —  | — | — | —  | —  |
| 2016–17    | New York Islanders   | NHL        | 0   | 0   | 0   | 0   | 0   | 0  | 0 | 0 | 0  | 0  |
| 2017–18    | Vegas Golden Knights | NHL        | —   | —   | —   | —   | —   | —  | — | — | —  | —  |
| NHL totalt | NHL totalt           | NHL totalt | 534 | 125 | 171 | 296 | 312 | 10 | 0 | 2 | 2  | 2  |